# Kentucky Derby 1933
Kentucky Derby 1933 var den femtionionde upplagan av Kentucky Derby. Löpet reds den 6 maj 1933 över 1 1⁄4 miles (2 012 m). Löpet vanns av Brokers Tip som reds av Don Meade och tränades av Herbert J. Thompson.
13 hästar deltog i löpet. De två första hästarna i mål var Brokers Tip och Head Play. Head Play tog ledningen tidigt i löpet men Brokers Tip fick en lucka på insidan och lyckades komma upp jämsides. Då hästarna stred sida vid sida över upploppet, piskade deras jockeys varandra med sina ridspön, något som blev känd som "fighting finish." Måldomarna meddelade att Brokers Tip segrade med en nos. Det var hästens enda seger i tävlingskarriären.
Meade och Fisher fortsatte att slåss i omklädningsrummet, och båda blev avstängda i 30 dagar för uppträdandet under löpet.

## Resultat
| P  | S  | Häst        | Jockey             | Tränare             | Ägare                 | Tid     |
| -- | -- | ----------- | ------------------ | ------------------- | --------------------- | ------- |
| 1  | 16 | Brokers Tip | Don Meade          | Herbert J. Thompson | Edward R. Bradley     | 2:06.80 |
| 2  | 9  | Head Play   | Herb Fisher        | Willie Crump        | Suzanne Mason         |         |
| 3  |    | Charley O.  | Charles Corbett    | J. Thomas Taylor    | R. M. Eastman Estate  |         |
| 4  |    | Ladysman    | Raymond Workman    | Joseph H. Stotler   | William Robertson Coe |         |
| 5  |    | Pomponius   | John Bejshak       | Joseph H. Stotler   | William Robertson Coe |         |
| 6  |    | Spicson     | Reggie Fischer     | John S. Skirvin     | L. M. Severson        |         |
| 7  |    | Kerry Patch | Louis Schaefer     | Joe Notter          | Lee Rosenberg         |         |
| 8  |    | Mr. Khayyam | Pete Walls         | Matthew Peter Brady | Catawba Stable        |         |
| 9  |    | Inlander    | Dominick Bellizzi  | J. J. Connor        | Brookmeade Stable     |         |
| 10 |    | Strideaway  | Albert Beck        | Richard N. Vestal   | Three D's Stock Farm  |         |
| 11 |    | Dark Winter | Robert Jones       | Bennett W. Creech   | Willis Sharpe Kilmer  |         |
| 12 |    | Isaiah      | Clarence McCrossen | John Milton Goode   | James W. Parrish      |         |
| 13 |    | Good Advice | Eddie Legere       | Matthew Peter Brady | Catawba Stable        |         |